# Jumalniemi
Jumalniemi est un quartier de Kotka en Finlande.

## Présentation

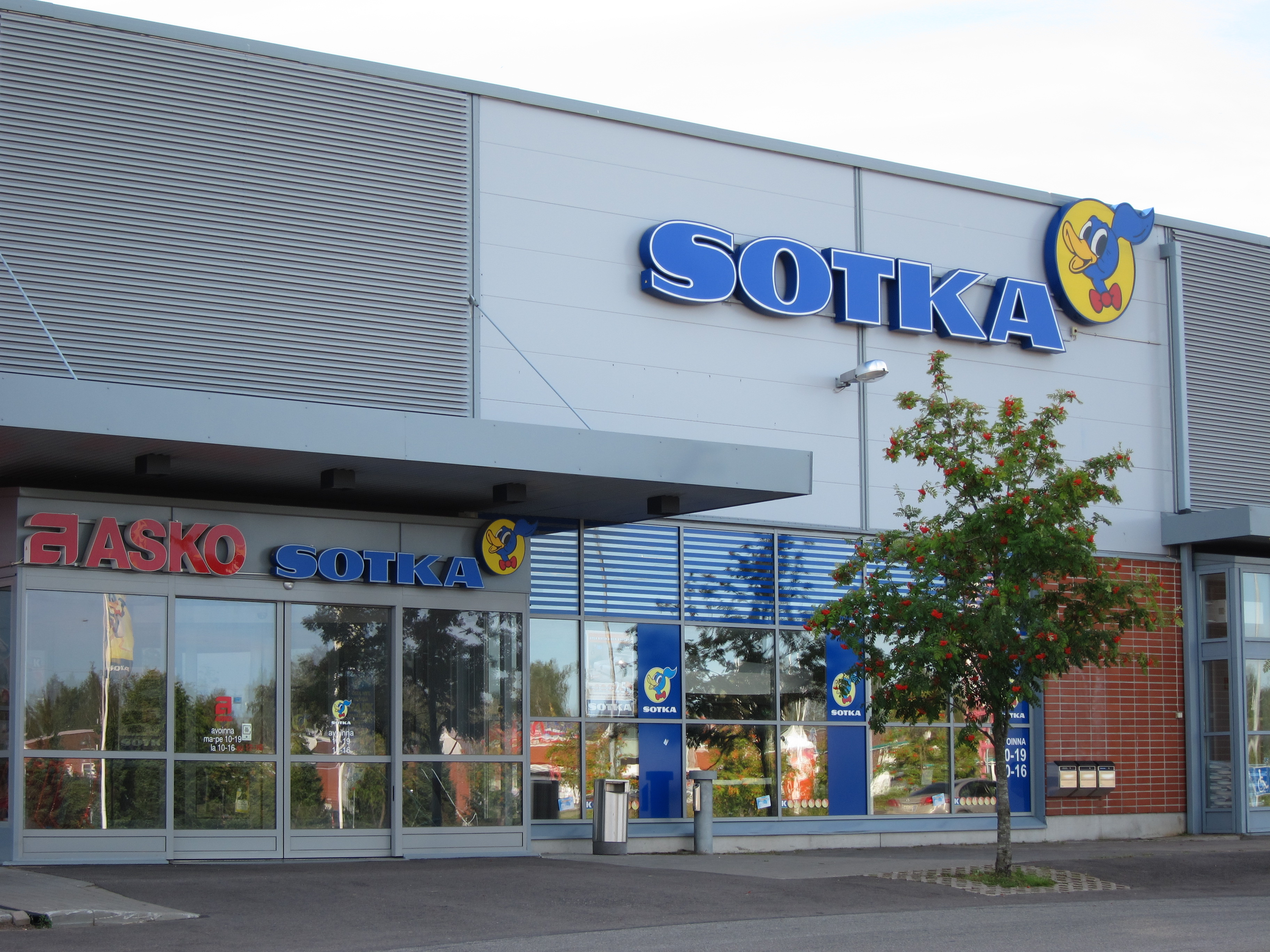
Magasin Sotka dans le centre commercial de Jumalniemi.

Le quartier de Jumalniemi est situé dans la partie sud de L'île Kolkansaari.
Il est délimité au nord par la route nationale 7.
Administrativement, Jumalniemi comprend les sections Kyminsuu et Uusikylä.
Dans les années 1960, un nouveau centre de Kotka était projeté à Jumalniemi, mais ce projet ne se s'est pas concrétisé. 
Le projet était influencé par l'emplacement de Jumalniemi au milieu de Kotkansaari, le centre de Kotka, et Helilä, le centre de Karhula, et le long de la route nationale 7.
À l'endroit du centre administratif projeté, un important centre commercial s'est développé, où se trouve, entre autres, K-Citymarket, K-Rauta, Asko, Gigantti et Sotka du groupe Kesko. En juin 2017, le magasin d'électronique et d'électroménager Power a ouvert dans les locaux de l'ancien Anttila.
Le centre commercial sera étendu par la construction de Kotkan Tähti à partir de 2022.

## Transports
Le quartier de Jumalniemi est desservi par les lignes de bus  :
- P012 Karhula-Huruksela
- P013 Karhula-Koivula-Keltakallio-Itäranta-Isännänraitti-Prisma
- 20 Mussalo-Karhuvuori-Karhula
- 25 Norskankatu-Mussalo-Karhuvuori-Karhula
- 27 Norskankatu-Musslo-Karhuvuori-Norskankatu
- 1 Kotka-Hamina
- 6 Karhula-Suulisniemi-Norskankatu
- 6 Norskankatu-Suulisniemi
- 9 Norskankatu-Ylänummi